# Березанська сільська рада (Біляївський район)
Береза́нська сільська́ ра́да — колишня адміністративно-територіальна одиниця та орган місцевого самоврядування в Біляївському районі Одеської області. Адміністративний центр — село Березань.

## Загальні відомості
Березанська сільська рада утворена в 1924 році.
- Територія ради: 76,502 км²
- Населення ради: 3 249 осіб (станом на 2001 рік)

## Населені пункти
Сільській раді були підпорядковані населені пункти:
- с. Березань
- с. Важне
- с. Доброжанове
- с-ще Дослідне
- с. Курган
- с. Петрове

## Населення
Згідно з переписом 1989 року населення сільської ради становило 2989 осіб, з яких 1362 чоловіки та 1627 жінок.
За переписом населення 2001 року в сільській раді мешкало 3247 осіб.

### Мова
Розподіл населення за рідною мовою за даними перепису 2001 року:
| Мова       | Відсоток |
| ---------- | -------- |
| українська | 87,87 %  |
| російська  | 5,51 %   |
| молдовська | 4,56 %   |
| вірменська | 0,58 %   |
| болгарська | 0,43 %   |
| білоруська | 0,25 %   |
| гагаузька  | 0,09 %   |
| німецька   | 0,03 %   |

## Склад ради
Рада складалася з 20 депутатів та голови.
- Голова ради: Бойко Василь Андрійович
- Секретар ради: Пітушкан Валентина Миколаївна

### Керівний склад попередніх скликань
| Прізвище, ім'я, по батькові | Основні відомості                                                         | Дата обрання | Дата звільнення |
| --------------------------- | ------------------------------------------------------------------------- | ------------ | --------------- |
| Бойко Василь Андрійович     | Сільський голова, 1956 року народження, освіта вища, член Народної партії | 26.03.2006   | 31.10.2010      |
| Бойко Василь Андрійович     | Сільський голова, 1956 року народження, освіта вища, член Партії регіонів | 31.10.2010   | 25.10.2020      |

Примітка: таблиця складена за даними сайту Верховної Ради України

### Депутати
За результатами місцевих виборів 2010 року депутатами ради стали:

#### За суб'єктами висування
| Суб'єкт висування                                       | Кількість обраних депутатів | %  |
| ------------------------------------------------------- | --------------------------- | -- |
| Партія регіонів                                         | 14                          | 70 |
| Самовисування                                           | 4                           | 20 |
| Народна партія                                          | 1                           | 5  |
| Політична партія Всеукраїнське об'єднання «Батьківщина» | 1                           | 5  |

#### За округами
| № округу                                                | Прізвище, ім'я, по батькові     | Дата визнання обраним | Освіта             | Партійна приналежність                        | Відомості про обраного депутата                                              |
| ------------------------------------------------------- | ------------------------------- | --------------------- | ------------------ | --------------------------------------------- | ---------------------------------------------------------------------------- |
| Народна Партія                                          |                                 |                       |                    |                                               |                                                                              |
| 15                                                      | Лампак Ігор Олексійович         | 04.11.2010            | середня            | позапартійний                                 | приватний підприємець                                                        |
| Партія регіонів                                         |                                 |                       |                    |                                               |                                                                              |
| 1                                                       | Власенко Жанна Олександрівна    | 04.11.2010            | вища               | член Партії регіонів                          | Біляївська районна лікарня ветеринарної медицини, ветеринарний лікар         |
| 2                                                       | Шаповал Олександр Олександрович | 04.11.2010            | вища               | член Партії регіонів                          | Дністровське управління зрошувальних систем, машиніст-електрик               |
| 3                                                       | Жиров Петро Петрович            | 04.11.2010            | середня            | член Партії регіонів                          | пенсіонер                                                                    |
| 4                                                       | Білованенко Іван Васильович     | 04.11.2010            | середня спеціальна | член Партії регіонів                          | фірма «Катадін», вантажник                                                   |
| 5                                                       | Пітушкан Валентина Миколаївна   | 04.11.2010            | вища               | член Партії регіонів                          | Березанська сільська рада, секретар                                          |
| 8                                                       | Поліщук Світлана Яківна         | 04.11.2010            | середня            | член Партії регіонів                          | пенсіонер                                                                    |
| 10                                                      | Грекова Марія Олександрівна     | 04.11.2010            | вища               | член Партії регіонів                          | Березанька сільська рада, директор будинку культури                          |
| 11                                                      | Курманевич Оксана Олександрівна | 04.11.2010            | вища               | член Партії регіонів                          | Вигодянська сільська рада, директор будинку культури                         |
| 13                                                      | Качор Сергій Васильович         | 04.11.2010            | середня            | член Партії регіонів                          | приватна комерційна фірма «Адамас», заступник директора                      |
| 16                                                      | Шаповалова Світлана Іванівна    | 04.11.2010            | середня спеціальна | член Партії регіонів                          | Петрівський дитячий садок «Ромашка», вихователь                              |
| 17                                                      | Чумаченко Світлана Василівна    | 04.11.2010            | вища               | член Партії регіонів                          | Петрівська загальноосвітня школа, директор школи                             |
| 18                                                      | Заяц Ольга Михайлівна           | 04.11.2010            | вища               | член Партії регіонів                          | приватний підприємець                                                        |
| 19                                                      | Мандибура Іван Адамович         | 04.11.2010            | середня спеціальна | позапартійний                                 | приватний підприємець                                                        |
| 20                                                      | Куценко Марія Семенівна         | 04.11.2010            | вища               | член Партії регіонів                          | дитячий садок «Ромашка», завідувачка                                         |
| Політична партія Всеукраїнське об'єднання «Батьківщина» |                                 |                       |                    |                                               |                                                                              |
| 7                                                       | Мартиненко Сергій Степанович    | 04.11.2010            | середня спеціальна | член Всеукраїнського об'єднання «Батьківщина» | пенсіонер                                                                    |
| Самовисування                                           |                                 |                       |                    |                                               |                                                                              |
| 6                                                       | Уперук Михайло Васильович       | 04.11.2010            | середня спеціальна | позапартійний                                 | Березанська сільська рада, інструктор-методист з фізичної культури та спорту |
| 9                                                       | Степаніченко Діана Григорівна   | 04.11.2010            | вища               | позапартійна                                  | Березанська загальноосвітня школа, заступник директора з виховної роботи     |
| 12                                                      | Штика Володимир Іванович        | 04.11.2010            | середня спеціальна | член Народної партії                          | тимчасово не працює                                                          |
| 14                                                      | Зайцева Лілія Петрівна          | 04.11.2010            | середня            | член Всеукраїнського об'єднання «Батьківщина» | тимчасово не працює                                                          |